# Android Oreo
Android "Oreo" (amb nom en clau Android O durant el desenvolupament) és la vuitena versió major del sistema operatiu mòbil Android. Aquest va ser llançat per primera vegada com una versió de vista prèvia per a desenvolupadors en forma de alfa al març de 2017 i estrenada al públic el 21 d'agost de 2017.
Conté diverses funcions importants, incloses l'agrupació de notificacions, suport per a vídeo imatge-en-imatge, millores de rendiment i optimització de l'ús de la bateria, i suport per a emplenament automàtic, Bluetooth 5, integració a nivell de sistema amb aplicacions VoIP, ampla gamma de colors, i Wi-Fi Aware. Android Oreo també presenta dues funcions principals de la plataforma: Android Go: una distribució de programari del sistema operatiu per a dispositius de gamma baixa i suport per a la implementació d'una capa d'abstracció de maquinari.
Les funcions clau del desenvolupador inclouen:
Experiència d'usuari,
mode Imatge-en-Imatge,
Emojis,
Notificacions,
Marc d'emplenament automàtic,
Fonts descarregables,
Fonts en XML,
TextView amb mida automàtica,
Icones adaptatives,
Gestió del color,
APIs per a WebView,
Enganxant accessos directes i ginys,
Ràtio d'aspecte de la pantalla màxima,
Suport multi-pantalla,
Marges de disseny unificats i farcit,
Captura d'indicadors,
Categories d'aplicacions,
Llançador d'Android TV
AnimatorSet,
Entrada i navegació,
Sortida de veu.
A data de 23 de juliol de 2018, el 12,1% dels dispositius que accedeixen a la Google Play executen Oreo, amb un 10,1% en Android 8.0 i un 2% en Android 8.1.

## Història
Android Oreo estava codificat internament com "Oatmeal Cookie"." El 21 de març de 2017, Google va llançar la primera vista prèvia per a desenvolupadors d'Android "O", disponible per al Nexus 5X, Nexus 6P, Nexus Player, Pixel C, i tots dos telèfons intel·ligents Pixel. El segon, considerada beta, va ser llançat el 17 de maig de 2017. La tercera visualització per a desenvolupadors es va publicar el 8 de juny de 2017 i va oferir una versió finalitzada de l'API. DP3 va finalitzar l'API del llançament a nivell API 26, on ha canviat la IU de la càmera, va revertir els nivells de connectivitat Wi-Fi i mòbil a la barra d'estat de nou a Wi-Fi, va afegir notificacions temàtiques, va afegir una animació de la bateria a Configuració: Bateria, una icona nova i un fons més fosc per a l'aplicació Rellotge i una forma d'icona de llàgrima per a les aplicacions.
El 24 de juliol de 2017, es va publicar una quarta versió per a desenvolupadors que incloïa els comportaments del sistema finals i les últimes solucions i optimitzacions d'errors. Android "O" va ser llançat oficialment el 21 d'agost de 2017 sota el nom "Oreo". La seva estàtua a la gespa es va donar a conèixer en un esdeveniment promocional a partir de Chelsea Market a Nova York—un edifici que antigament allotjava la fàbrica de Nabisco on es van produir les galetes Oreo. Les imatges de fàbrica es van posar a disposició dels dispositius Pixel i Nexus compatibles més endavant aquell dia. El Sony Xperia XZ1 i Sony Xperia XZ1 Compact van ser els primers dispositius disponibles amb Oreo preinstal·lats.
Android 8.1 va ser llançat al desembre de 2017 per dispositius Pixel i Nexus, que presenten petites correccions d'errors i canvis en la interfície d'usuari.

## Característiques

### Experiència d'usuari
Les notificacions es poden posposar i associar-se als grups basats en temes coneguts com a "canals". Android Oreo conté suport integrat per al mode imatge-en-imatge (suportat a l'aplicació de YouTube per als subscriptors de YouTube Red). L'aplicació de "Configuració" presenta un disseny nou, amb un tema blanc i una categorització més profunda de diferents configuracions, mentre que la configuració de so de trucada, alarma i notificació ara conté una opció per afegir sons personalitzats a la llista.
L'actualització d'Android 8.1 admet la visualització de percentatges de bateria per connectar-se a dispositius Bluetooth, fa que la notificació sigui lleugerament translúcida i que disminueixi la tecla de navegació a la pantalla per reduir la possibilitat de cremat.

### Plataforma
Android Oreo afegeix suport per a la Xarxa de coneixements de barri (NAN) per a Wi-Fi basat en Wi-Fi Aware, Bluetooth 5, una ampla gamma de colors a les aplicacions, una API per l'emplenament automàtic, suport per a multiprocés i Google Safe Browsing per a WebViews, una API per permetre la integració a nivell de sistema aplicacions VoIP, i activitats de llançament en pantalles remotes. Android Runtime (ART) presenta millores de rendiment i un millor maneig de la memòria cau. Android Oreo conté límits addicionals en les activitats de fons de les aplicacions per millorar la durada de la bateria. Les aplicacions poden especificar "icones adaptatives" per als contenidors de forma diferent especificats per temes, com ara cercles, quadrats i squircles.
Android Oreo admet nous emoji que es van incloure a l'estàndard Unicode 10. També es va introduir una nova font d'emoji, que redissenya notablement les figures facials per utilitzar una forma circular tradicional, a diferència del disseny "blob" que es va introduir en KitKat.
L'arquitectura subjacent d'Android es va revisar de manera que el codi de baix nivell específic del venedor per donar suport al maquinari d'un dispositiu es pugui separar del marc del sistema operatiu Android utilitzant una capa d'abstracció de maquinari coneguda com la "interfície del proveïdor". Les interfícies del proveïdor s'han de fer amb compatibilitat avançada amb futures versions d'Android; això teòricament permet el desenvolupament i la implementació més ràpides de les actualitzacions d'Android per a dispositius, ja que els venedors només haurien de fer les modificacions necessàries al seu programari agrupat. Tots els dispositius enviats amb Oreo han de suportar una interfície de proveïdor, però aquesta opció és opcional perquè els dispositius s'actualitzin a Oreo des d'una versió anterior. El sistema d'actualitzacions "sense costures" introduït a Android 7.0 també es va modificar per descarregar els fitxers d'actualització directament a la partició del sistema, en lloc de requerir-los que es descarreguin primer a la partició d'usuari. Això redueix els requisits d'espai d'emmagatzematge per a les actualitzacions del sistema.
Android Oreo introdueix un nou sistema de reparació automàtic conegut com a "Rescue Party"; si el sistema operatiu detecta que els components del sistema bàsic es bloquegen persistentment durant l'inici, automàticament realitzarà una sèrie d'escalats de mesures de reparació. Si s'esgoten tots els passos de reparació automàtics, el dispositiu es reiniciarà al mode de recuperació i s'ofereix a realitzar un restabliment de fàbrica.
L'actualització d'Android 8.1 també introdueix una API de xarxes neuronals, que està dissenyat per "[proporcionar] aplicacions amb acceleració de maquinari per a dispositius " d'operacions d'aprenentatge automàtic." Aquesta API està dissenyada per al seu ús amb plataformes d'aprenentatge automàtic com ara TensorFlow Lite, i coprocessadors especialitzats com el Pixel Visual Core (presentat als telèfons intel·ligents Google Pixel 2, però està inactiu fins a la instal·lació de 8.1, però també proporciona un mode de recuperació de la CPU.

### Android Go
Es va donar a conèixer una distribució a mida per a dispositius de gamma baixa coneguda com a Android Go per a Oreo; està dissenyat per a dispositius amb menys de 1 GB de RAM. Aquest mode té optimitzacions de plataformes dissenyades per reduir l'ús de dades mòbils (incloent habilitar el mode Desar dades per defecte), i un conjunt especial de Google mobile services dissenyat per ser menys intensiu en recursos i amplada de banda. La Google Play també mostrarà aplicacions lleugeres adequades per a aquests dispositius. La interfície del sistema operatiu també es modifica, amb el panell de configuració ràpid que proporciona major protagonisme a la informació relativa a la bateria, el límit de dades mòbils i l'emmagatzematge disponible, el menú d'aplicacions recents amb un disseny modificat i està limitat a quatre aplicacions (per tal de reduir el consum de la RAM) i una API per permetre que els operadors de telefonia mòbil implementin seguiment de dades i recarregues en el menú de configuració d'Android. Google Play Services també s'han modularitzar per reduir la seva petjada de memòria.
Android Go va estar disponible per a OEMs per a Android 8.1.

### Seguretat
Android Oreo re-anomena l'escaneig automàtic de Google Play Store i les aplicacions sideloaded com a "Google Play Protect", i proporciona la característica, així com Find My Device (anteriorment Administrador de dispositius Android) de major protagonisme al menú Seguretat de l'aplicació Configuració. A diferència d'una única configuració a tot el sistema per habilitar la instal·lació d'aplicacions des de fonts fora de Google Play Store, aquesta funció s'implementa ara com un permís que es pot concedir a aplicacions individuals (és a dir, clients per a dipòsits d'aplicacions de tercers com ara com Amazon Appstore i F-Droid). L'arrencada verificada ara inclou una funció de "Protecció contra la devolució", que imposa una restricció al revertir el dispositiu a una versió anterior d'Android, per evitar que un lladre potencial passi les mesures de seguretat mitjançant la instal·lació d'una versió anterior del sistema operatiu que no tingui-los al seu lloc.